# 猶大王國
猶大王國（希伯來語：מַמְלֶכֶת יְהוּדָה，Mamlekhet Yehuda，前931年－前586年）是一個於前10世紀至前6世紀存在的中东国家，首都耶路撒冷。與首都在撒馬利亞的以色列王國同時從原來的以色列王國分裂出來。由於位於以色列地方的南部，因此被稱為「南國」或「南國猶大」，與被稱為「北國」的以色列王國相對。由於其首都和原先的以色列王國相同，亦承繼大衛王家族，因此被視為正統。

西元前9世紀形勢圖
橙色：南國猶大
藍色：北國以色列

## 歷史
根據《希伯来聖經》所記載，以色列王國的分裂，是由於第三代國王所羅門王晚年不忠於耶和華，所以種下王國分裂的惡因；加上所羅門本身在位其間大興土木，興建聖殿及擴張王宮，上下的奢侈浪費造成民怨，其子羅波安登位後的無能及腐敗，使得盛極一時的國家，於前931年分裂，約有200多年之久。

王國分裂後，南部的兩個支派犹大支派、便雅悯支派（後有利未支派的以色列人離開地業、加入猶大國）稱為“猶大”；有时候称以色列為“北國”，稱猶大為“南國”。這次分裂是以色列歷史上的一件大事，亦被列王紀記載。

## 君主
| 王       | 年限  | 作王大約的年代       | 歷史書經文參考                | 备注       |
| -------- | ----- | -------------------- | ----------------------------- | ---------- |
| 亞比央   | 3年   | 公元前913年至前911年 | 王上 15:1-2；代下 13:1        | 羅波安之子 |
| 亞撒     | 41年  | 公元前911年至前870年 | 王上 15:9-10；代下 16:13      | 亞比央之子 |
| 約沙法   | 25年  | 公元前870年至前848年 | 王上 22:41；代下 20:31        | 亞撒之子   |
| 約蘭     | 8年   | 公元前848年至前841年 | 王下8:16；代下21:5            | 約沙法之子 |
| 亞哈謝   | 1年   | 公元前841年至前841年 | 王下8:25；代下 22:2           | 約蘭之子   |
| 亞她利雅 | 6年   | 公元前841年至前835年 | 王下11:3；代下22:12           | 亞哈謝之母 |
| 約阿施   | 40年  | 公元前835年至前796年 | 王下12:1；代下24:1            | 亞哈謝之子 |
| 亞瑪謝   | 29年  | 公元前796年至前781年 | 王下14:1；代下25:1            | 約阿施之子 |
| 烏西雅   | 52年  | 公元前792年至前740年 | 王下15:1；王下15:17；代下26:1 | 亞瑪謝之子 |
| 約坦     | 19年  | 公元前750年至前731年 | 王下 15:32；代下 27:1         | 烏西雅之子 |
| 亞哈斯   | 20年  | 公元前735年至前715年 | 王下16:12；代下28:1           | 約坦之子   |
| 希西家   | 29年  | 公元前715年至前686年 | 王下18:1；代下29:1            | 亞哈斯之子 |
| 瑪拿西   | 53年  | 公元前695年至前642年 | 王下21:1；代下33:1            | 希西家之子 |
| 亞們     | 2年   | 公元前642年至前640年 | 王下 21:19；代下33:21         | 瑪拿西之子 |
| 約西亞   | 31年  | 公元前640年至前609年 | 王下22:1；代下34:1            | 亞們之子   |
| 約哈斯   | 3個月 | 公元前609年至前609年 | 王下23:31；代下36:1           | 約西亞之子 |
| 約雅敬   | 11年  | 公元前609年至前598年 | 王下23:36；代下36:5           | 約西亞之子 |
| 約雅斤   | 3個月 | 公元前598年至前598年 | 王下24:8；代下36:9            | 約雅敬之子 |
| 西底家   | 11年  | 公元前598年至前587年 | 王下24:18；代下36:11          | 約西亞之子 |

## 滅亡
儘管猶大王國因為害怕巴比倫而受埃及第二十六王朝保護，但在公元前588年埃及法老阿普里斯撤回了在猶大的駐軍，新巴比倫帝國國王尼布甲尼撒二世於是進軍猶地亞地區，包圍耶路撒冷，在18個月後，由於饑荒和內部分裂，耶路撒冷終於在前586年陷落。尼布甲尼撒二世將耶路撒冷全城洗劫一空，拆毀城牆、聖殿、王宮和民居，並下令將猶大國王西底家帶到巴比倫去示眾，而全城居民則全被俘往巴比倫尼亞，史稱「巴比倫之囚」。